# Jörg Witte
Jörg Witte (* 20. September 1964 in Berlin) ist ein deutscher Theater- und Filmschauspieler, Regisseur und Dozent.

## Leben
Jörg Witte wuchs im Ost-Berliner Stadtteil Friedrichshain auf. Von 1986 bis 1990 absolvierte er eine Schauspielausbildung an der Hochschule für Schauspielkunst Ernst Busch Berlin. Nach Abschluss seiner Schauspielausbildung ging er als Gaststudent an das Mozarteum in Salzburg. Von 1991 bis 2001 hatte er Theaterengagements in Salzburg, Hamburg, Trier, Heilbronn, Münster, Chur, Berlin, Graz, Karlsruhe, Tübingen, Luxemburg und Frankfurt am Main. Von 2002 bis 2010 war er künstlerischer Leiter des Pathos Transport Theater in München. Zusätzlich hatte er in dieser Zeit auch Engagements am Münchner Volkstheater und den Münchner Kammerspielen.
Schon vor seiner Schauspielausbildung übernahm Witte erste Rollen in Film und Fernsehen. So war er 1984 in der Rolle des Peter Dettmer in der DEFA-Verfilmung Und laß Dir kein Unrecht gefallen nach Willi Bredels Erzählung Peters Lehrjahre zu sehen. Bekannt wurde er dem breiten Fernsehpublikum durch seine Rolle als Sven Seidel in der Polizeiruf-110-Episode Verlockung, ebenfalls aus dem Jahre 1984. Witte war nach seiner Ausbildung hauptsächlich an Stadt- und Staatstheatern, seit 2001 vorwiegend in der Freien Szene tätig, spielte erst ab 2004 wieder in Film und Fernsehen. So war er unter anderem 2004 in der Horror-Komödie Die Nacht der lebenden Loser und 2014 in Familienfieber zu sehen.
Seit 1996 ist Witte Dozent für darstellende Kunst und Theatermanagement, unter anderem auch an der Otto-Falckenberg-Schule und an der Ludwig-Maximilians-Universität in München.
Witte lebt in Berlin.

## Filmografie (Auswahl)

### Kino
- 1984: Und laß dir kein Unrecht gefallen
- 2004: Die Nacht der lebenden Loser
- 2009: Desperado on the Block
- 2009: Kracht
- 2010: Beinahe
- 2013: Hirngespinste
- 2014: Quatsch und die Nasenbärbande
- 2014: Agnieszka
- 2014: Familienfieber
- 2014: Hirngespinster

### Fernsehen
- 1984: Polizeiruf 110: Verlockung
- 1991: Die Männer vom K3 (2 Folgen)
- 1997: Liebesfeuer
- 2003: Mein Weg zu Dir heißt Liebe
- 2004: Polizeiruf 110: Die Maß ist voll
- 2005: Auf ewig und einen Tag
- 2006: Liebe, Babys und ein großes Herz
- 2007: Die Lawine
- 2008: Tatort: Häschen in der Grube
- 2009: Notruf Hafenkante – Seeheld in Seenot
- 2010: Die fremde Familie
- 2010: Dasbloghaus.tv (2 Folgen)
- 2011: Großstadtrevier
- 2011: Kommissarin Lucas – Bombenstimmung
- 2011: Bissige Hunde
- 2012: Tatort: Ordnung im Lot
- 2012: SOKO 5113
- 2012: Fluch des Falken
- 2013: Add a friend
- 2013: Hubert und Staller
- 2014: Mord mit Aussicht – Einer muss singen
- 2015: Tatort: Der Irre Iwan
- 2017: In aller Freundschaft – Die jungen Ärzte – Ewige Liebe
- 2017: Notruf Hafenkante – Fremder Vater
- 2017: Der Alte – Folge 409: Das 3. Auge
- 2018: Tatort: Déjà-vu
- 2018: Tatort: Sonnenwende
- 2018: SOKO Wismar – Helenes Hochzeit
- 2018: Morden im Norden – Der Tod ist nicht das Ende
- 2018: Der Ranger – Paradies Heimat: Wolfsspuren
- 2018: Der Ranger – Paradies Heimat: Vaterliebe
- 2019: Großstadtrevier – Rettungskind
- 2019: Schwartz & Schwartz: Der Tod im Haus
- 2019: 23 Morde – Bereit für die Wahrheit? – 2 Folgen
- 2019: Frühling – Weihnachtswunder
- 2020: Der Ranger – Paradies Heimat: Entscheidungen
- 2020: Der Ranger – Paradies Heimat: Zeit der Wahrheit
- 2020: Der Usedom-Krimi – Vom Geben und Nehmen
- 2020: SOKO Köln – Schlüsselkind
- 2021: Nord bei Nordwest – Der Anschlag
- 2021: WaPo Berlin – Moses
- 2021: Notruf Hafenkante – Die Party ist vorbei
- 2021: Der Ranger – Paradies Heimat: Junge Liebe
- 2021: Der Ranger – Paradies Heimat: Sturm
- 2021: SOKO Potsdam: Vom Himmel gefallen
- 2021: In aller Freundschaft: Der falsche Weg
- 2021: SOKO Stuttgart: Triple A
- 2022, 2023, 2024: SOKO Leipzig: Die Königin, Aus deutschen Landen, Angeklagt
- 2023: Polizeiruf 110: Daniel A.
- 2023: Harter Brocken – Der Goldrausch (Fernsehreihe)
- 2023: Allmen und das Geheimnis des Koi (Fernsehreihe)
- 2024: Frühling – Die verschwundenen Eltern
- 2024: SOKO Hamburg: Die Stadt schläft (Fernsehserie)
- 2024: In aller Freundschaft – Die jungen Ärzte: Versprechen (Fernsehserie)
- 2025: WaPo Elbe: Gipfelstürmer (Fernsehserie)
- 2025: Die Affäre Cum-Ex (Fernsehreihe)
- 2025: Erzgebirgskrimi – Die letzte Note

## Theaterrollen (Auswahl)
- 2013: Wir Wütenden, Drama Köln
- 2007–2012: Der Sturm, Kammerspiele München
- 2011: Anstalt der besseren Mädchen, Kammerspiele München
- 2010–2011: Spieler, Theater Basel
- 2009: Perfekt (gewesen), HAU 3 Berlin